# Cá mù làn khoang
Cá mù làn khoang, tên khoa họ Scorpaena neglecta, là một loài cá trong họ Scorpaenidae. Chúng được Temminck và Hermann Schlegel mô tả đầu tiên vào năm 1843.